# Gun Blaze West
Gun Blaze West (ガン ブレイズ ウエスト, Gan Bureizu Uesuto) é um mangá de Nobuhiro Watsuki, publicado na  revista Shonen Jump Semanal da Shueisha em 2001. A história começa com Viu Bannes, um jovem pistoleiro em sua jornada rumo a Gun Blaze West, o lugar onde os maiores pistoleiros vão para testar a sua força.
O mangá foi publicado em três volumes, lançados na Alemanha e na América do Norte.

## História
"Gun Blaze West" é um local contado somente em lenda, onde todos, homens da lei e bandidos, são capazes de viver em paz, sem medo de violência. A viagem para Gun Blaze West podem ser realizadas no final de cada década ( "ano zero"), mas cada um esperançoso deve ganhar a primeira "Sign To West", um item com a insígnia Gun Blaze West, que só é válido em relação ao ano ele é adquirido. 
A história começa em Illinois, com o protagonista, Viu Bannes, um garoto de nove anos de idade que ganha uma arma e se torna aprendiz de Marcus Homer. Marcus faz Viu correr até um penhasco ao longe o quanto aguentar. Depois que Viu chega ao penhasco antes do pôr do sol, Marcus diz que Viu será forte o suficiente para alcançar Gun Blaze West. Quando Illinois é atacado pela gangue Kenbrown, seus três subordinados são derrotados por Viu e Marcus. Marcus desfia Kenbrown para um duelo e é morto. Viu, depois de ver a morte de seu amigo, fica furioso e derrota Kenbrown sozinho. Marcus deixa um revólver, um mensagem escrita "para o Ocidente", e uma parte de um mapa para Gun Blaze West escondida dentro da arma. Então Viu decide levar a arma e o mapa consigo. 
Cinco anos depois, Viu é capaz de se mover em velocidade sobre-humana e já começa sua jornada para Gun Blaze West, com revólver de Marcus, indo para St. Louis, onde Carlo usa seus capangas, em especial um portador da espingarda chamada Target Kevin, para intimidar as pessoas e fazer elas irem ao seu salão, evitando os outros.

## Personagens

### Principais personagens
Viu Bannes (ビュー バンズ, Byu Bansu)
Viu é um alegre, otimista e aventureiro menino de nove anos de idade que sonha em se tornar um pistoleiro. Ele age antes de pensa e, devido à sua natureza de erupção, assume desafios arriscados, sem considerar as conseqüências. Viu decide tornar-se aprendiz de Marcus Homero, a fim de tornar-se forte o suficiente para fazer a viagem com ele para Gun Blaze West. Mas depois que Homer é morto em um duelo contra Ken Brown, Viu é forçado a treinar por conta própria e sua jornada para o Oeste só começa cinco anos depois. Sua arma é uma pistola, herdado de Homero Marcus, que tem uma mensagem escrito para o oeste no punho. Ele demonstra talento notável com a arma, aprende a "fan" sozinho, descobrindo as arestas duras que se pode fazer com alguém do clube e, depois de utilizar os marcadores, aprendendo a lutar pelo recuo dos cartuchos quente gasto.  
Will Johnston (ウィル ジョンストン, Wiru Jonsuton)
Viu se encontra pela primeira vez com Will em um bar em St. Louis, onde ele estava trabalhando como segurança. Will jogou Viu e Kevin fora do bar para não causar confusão. Will vive com sua irmã em uma pequena cabine (que mais tarde foi incendiada por Kevin em retaliação ao incidente anterior). Mais tarde, depois de derrotar Kevin, ele se junta a Viu em sua missão de cumprir o sonho do pai de encontrar Gun Blaze West. Will usa um laço como sua arma, em vez de armas de fogo, com as duas técnicas chamadas de "Wave" e "Tendril". Em seu treinamento para dominar o seu "Rope Special", Will ganhou incrível força do braço. Ele carrega uma bússola que aponta para oeste, com um sinal para o Ocidente estampada em cima dele. Ele foi descrito como o mais intelectual dos três personagens principais, calcula e pensa nas coisas antes de agir impulsivamente. Seu intelecto é comprovada quando afirmam que ele decorou os livros de seu pai, podendo se lembrar de todos que ele leu quando quiser. É possível que ele possua uma memória fotográfica que teria sido baseada em Quentin de October Sky. 
Cólice Satoh (コリス サトー, Korisu Satō)
Cólice é filha de uma família de samurais. Ela age como uma acrobata de circo. Cólice ensina Viu a "Concentração" One ", uma técnica especial para focalizar seu objetivo melhor. 

### Aliados
Cissy Bannes
Irmã mais velha de Will e professora da escola de sua cidade natal. Ela despreza armas. Marcus teve uma queda por ela. 
Marcus Homer (マーカス ホーマー, Mākasu Homa)
Mentor de Will que lhe ensinou as habilidades necessárias para torna-lo forte bastante para ir a Gun Blaze West. Acredita ter sido assassinado por Bill Kenbrown. 
Carol Johnston
Irmã mais nova de Will. Ela arriscou sua vida para salvar a bússola de Will quando Kevin ateou fogo em sua casa.
Robert Rodriguez (ロバート ロドリゲス, Robato Rodorigesu)
Proprietário do circo. Robert é ex-sócio Guallaripa, embora a sua relação terminou quando eles causaram a destruição de uma cidade e causou a morte de uma mãe e filha. Robert possui força incrível, assim como a habilidade de pegar balas com as mãos. Ele era um ex-bandido forte no território de Utah, conhecido como o "Western Phantom". 
Armor Baron (アーマーバロン, ama Barão)
O Primeiro Mensageiro de Gun Blaze West. É o seu dever eliminar os candidatos mais fracos para garantir os mais forte na próxima etapa da viagem. Sua armadura, Siegfried, é um modelo especial construído em um foguete para dar rajadas curtas de velocidade e, efetivamente, transformá-lo em um míssil humano. Viu consegue furar a armadura, ganhando assim seu respeito e um novo sinal para continuar sua jornada ao Oeste. 
J.J.
Um homem armado convencido que viaja para Gun Blaze West, com seu bando. Carrega balas especializadas chamado Drill Lock para penetrar na armadura usada por homens Armor Baron. Watsuki descreve-o em suas notas como sendo uma "versão mais fria de Marcus Homer". "JJ" significa Jesse James. Ele é a cabeça de JJ's Gang (ギャング J • J, JJ's Gyangu). 
Jim
Um dos integrantes da J.J. 's Gang. Seu nome completo é Jim Younger. 
Myra
Um dos  integrantes da J.J. 's Gang e uma do atiradora do sexo feminino que procura a Gun Blaze West. Na vida real ela é Myra Maybelle Shirley Reed Starr (também conhecido por Belle Star). 

### Vilões
William Kenbrown
Primeiro vilão que apareceu na série. Responsável pela morte de Marcus Homer. Ele e seu bando devastou o estado de Arkansas, antes de ser conduzido até Winston Town. Ele é um perito que pode lidar com a milícia local, mesmo sem disparar sua arma (ele se esconde por trás de seu cavalo quando atira, atira uma bomba de uísque no meio, e lança um conjunto de cartuchos para o fogo, enquanto Marcus manipulação em um duelo , ele usa as facas de pulso Marcus finta antes de atirar nele duas vezes no torso e uma vez na cabeça). 
Target Kevin
Um louco à procura atirador que usa sêxtuplo especiais de espingardas de cano de causar tanta destruição quanto possível, sem ter em conta para os transeuntes ou danos materiais. Após atear fogo ao local Johnston irá tirar para fora, ele lutou Viu em um especial "Target Fight" Match, onde tanto os participantes como pintar os olhos de boi em seus corpos e ganhar batendo olho do seu oponente bater primeiro. 
Carlo
Empregador alvo de Kevin, o proprietário da Bella Donna Salão, diz Saloon Will empregador é uma monstruosidade, então ele contrata assassinos para perseguir o Saloon. Ele tolera todos os tipos de coisas dentro do Donna Bella. Depois de vencer The Game Target, Viu destrói o Saloon com as armas especiais previstas. Carlo é conhecido por ser muito generoso com seu dinheiro, e vai oferecer Viu 20 vezes a remuneração de Kevin, com muitos benefícios marginais, casualmente. 
Guallarripa (ガラリッパ, Gararippa)
Ex-parceiro de Robert Rodriguez e Pai de Uno e Dos (que também são seus companheiros em sua jornada). Sua arma de escolha é o escudo pistola, que ele usa em seu chapéu. 
Uno e Dos
Filhos gêmeos de Guallaripa que estão determinados a ajudar seu pai em sua jornada. Uno usa um par de grandes esporas como um par de patins que concede-lhe maior velocidade e uma borda adicionado a seus ataques de chute, enquanto Dos utiliza um grande disco circular como um fio da navalha jogando o disco para ataques de longo alcance. 
Sarge Thunderarm (サージ サンダーアーム, Saji Sandāāmu)
Como soldado do Exército da Cavalaria dos Estados Unidos, Sarge já foi anotado para ter lutado ininterruptamente durante 3 dias e 3 noites, com média de 10.000 voltas por dia. Ele não teve escrúpulos em matar os soldados inimigos, mesmo se renderam ou foram levados como prisioneiros de guerra. Ele acreditava ter sido morto depois que ele tomou uma batida de uma bala de canhão, mas foi reconstruído como um cyborg a serviço do governo E.U. a fim de encontrar Gun Blaze West, sob ordens do presidente. Ele foi concebido para ser o primeiro Super Soldier.